# Zhao postérieur
319–351
Entités précédentes :
- Zhao antérieur

Entités suivantes :
- Ran Min
- Qin antérieur
- Yan antérieur

Le Zhao postérieur (chinois simplifié: 后赵, ; chinois traditionnel : 後趙 ; Hanyu pinyin : Hòuzhào) (319-351) était un État de la dynastie Jin pendant la période des Seize Royaumes de la Chine. Il a été fondé par la famille Shi de l'ethnie Jie.

## Souverains du Zhao postérieur
1. Shi Le (en) (石勒), règne de 319 à 333
2. Shi Hong (en) (石弘), règne de 333 à 334, son fils
3. Shi Hu (en) (石虎), règne de 334 à 349, son cousin éloigné
4. Shi Shi (en) (石世), règne en 349, son fils
5. Shi Zun (en) (石遵), règne en 349, son frère
6. Shi Jian (en) (石鑒), règne de 349 à 350, son frère
7. Shi Zhi (en) (石祇), règne de 350 à 351, son frère